# Cynodesmus
Cynodesmus — вимерлий рід підродини Hesperocyoninae ранніх псових, який населяв Північну Америку в олігоцені, живучи від 33.3—26.3 Ma.

## Опис
Cynodesmus був одним із перших псових, який справді був схожий на пса. Маючи близько 1 метра в довжину, він був приблизно такого ж розміру, як і сучасний койот, але мав коротший череп, важчий хвіст і довший круп. Форма його кінцівок свідчить про те, що Cynodesmus не дуже добре бігав порівняно з більшістю інших псових; ймовірно, він нападав на здобич із засідки. На відміну від сучасних псів, у Cynodesmus було по п’ять пальців на кожній лапі, з частково висувними кігтями.

## Таксономія
Cynodesmus колись включав численні види олігоценових і міоценових псових з гіперм'ясоїдними зубами. Перегляд роду Wang (1994) вказує на те, що більшість видів, раніше розміщених у Cynodesmus, не пов'язані з типовим видом, C. thooides. Ці інші види були віднесені до родів Carpocyon, Desmocyon, Leptocyon, Metatomarctus, Osbornodon, Otarocyon, Paracynarctus, Paratomarctus і Phlaocyon (Wang, 1994; Wang et al., 1999). З них лише Osbornodon належить до тієї ж підродини, що й Cynodesmus, Hesperocyoninae. Решта віднесені до підродин Borophaginae і Caninae.
Після видалення неспоріднених видів Cynodesmus наразі обмежується типовими видами та близькоспорідненим C. martini (Wang, 1994).
Cynodesmus є гарним прикладом конвергентної еволюції через інші види, такі як Borophagus.